# 黒井敦史
黒井 敦史（くろい あつし、1969年3月30日 - 2010年2月2日）は、大阪府大阪市出身のドリフトドライバー、チューニングショップ「River Side」代表。D1グランプリに参戦していた。

## 人物
1969年3月30日、大阪府出身。愛称は「マッスル黒井」「あっちま」など。当初は、マシンのカラーリングが黄色で「黄色いけど黒井（黒い）」と、現役時代はTeam TOYOとしてマシンカラーリングがブルーのため、「青いけど黒井（黒い）」と言われていた。
生前は主に高速コースを得意とし、丁寧なマシンコントロールは「壁際の魔術師」との異名を取った。また、当時（2000年代）としては珍しい、日産・シルビアにRB26DETTや2JZ-GTEなどの大排気量6気筒エンジンを換装するという改造手法でも知られ、現在では定番となった「シルビア+2JZ-GTE」というパッケージングの先駆者であった。

## 略歴
免許取得後しばらくはWRCの影響を受け4WDのマツダ・ファミリアでダート走行をしていたものの、後にドリフトへ転向し、S13シルビアでドリフトを始める。
D1グランプリには初年度から、ワンビアにこだわって参戦していた。当初は900psを発生させるRB26DETT改2.8L＋T78タービン仕様で参戦していたが、駆動系トラブルに見舞われることが多く、2003年まではあまりいい結果を残せずにいた。しかし2004年度になると、パワーを下げて耐久性を向上させた仕様に変更し、少しずつ結果を残すようになり、参戦した全7戦を予選通過した。
2005年は不調に終わったものの、2006年では第2戦で準優勝を飾り、シリーズ13位でシーズンを終える。エンジンを1JZ-GTE＋TD06-25G仕様に変更した2007年では第2戦で初優勝を果たした。
2008年はエンジンを2JZ-GTE+T78-33D仕様に変更し、第3戦で決勝まで進むもスタート直前にエンジントラブルで走行不能となりリタイア。準優勝を飾り、ランキング13位でシリーズを終えた。
2009年はタービンをT88-34Dに変更し、最終戦では決勝で弟子である川畑真人と共に師弟対決を繰り広げるも、駆動系トラブルでリタイアし準優勝、ランキング9位でシリーズを終えた。
2010年の東京オートサロンにおいて来季は、GPスポーツ代表の駒形行春の持ち物であったグリップレースにおいてのチャンピオンマシンを譲り受け、D1車両を製作中であることを明かしていた。
だが、2010年のシリーズ開幕前である2月2日、オートバイでの交通事故により逝去したことが妻より発表された。40歳没。D1グランプリの選手が現役中に死去するのは2005年3月に死去した高田良二に次いで2人目である。
生前D1グランプリで使用していた2台のワンビアは、RB26搭載の1号機は現在も走り屋時代のチームメイトが保管しているものの、2JZ搭載の2号機は2021年時点で箕輪慎治が自身のガレージで動態保存していたが、2024年にエビスサーキット内で中古車販売等を経営する株式会社パワービークルスに売却し、現在はイギリスのJDM Garage UKにて保管されている。

## エピソード
- D1ドライバーでは川畑真人、内海彰乃と仲が良かった。特に川畑真人とは川畑が走り屋を始めた頃からの知り合い[注 1]で師弟関係にあった。
- 「マッスル黒井」の名が示すようにD1界でも一二を争うほどの怪力の持ち主であった。本人曰く、『北斗の拳』のケンシロウに憧れて一時期毎日筋トレに励んでいたからだとのこと[2]。
  - 以前よりは弱ってしまったと言うものの、それでも握力は70.8kg、背筋力216kgを誇る[7]。
  - 車のトランスミッションを軽々と持ち上げることができる。『ドリフト天国』ビデオの「すごいよ黒井君」内ではSR20DETのミッション（約80kg）を持ち上げていた[8]。
  - リンゴ潰しができる[8]。
  - ステアリングやシフトレバー、サイドブレーキステッキを曲げたことがある。
  - セフィーロの整備中にリジットラックが外れてクルマの下敷きになったことがあるが、強靭な肉体のおかげであばら骨2、3本が折れた程度の怪我で済んだ[2]。

- ひとつの趣味に没頭すると納得できるまで追求するタイプ[2]であることから多芸多趣味であり、釣り・ラジコン・ボウリング・ビリヤードの大会において優勝経験がある。
  - 釣りの腕前はプロ級であり、アメリカの釣具（ルアー）メーカーからスポンサードを受けていた[9]。
  - ビリヤードはかなりの実力を持っており、「すごいよ黒井君」でその実力を見せた。1本18万円するキュースティック（シャチの骨を使用している）を所持している。